# رومن گریفین دیویس
رومن گریفین دیویس (انگلیسی: Roman Griffin Davis؛ زادهٔ ۵ مارس ۲۰۰۷) هنرپیشه است. وی از سال ۲۰۰۷ میلادی تاکنون مشغول فعالیت بوده‌است. وی نامزد بهترین بازی نقش اول مرد فیلم کمدی برای فیلم خرگوش جوجو در جایزه گلدن گلوب ۲۰۲۰ شد.